# Młodzieżowe mistrzostwa świata w boksie
Młodzieżowe mistrzostwa świata w boksie (AIBA Youth World Championships) – zawody organizowane co dwa lata pod egidą AIBA. Startują w nich pięściarze w wieku 17-18 lat. Mistrzostwa odbywają się od 2008 roku, zastąpiły organizowane od 1979 roku mistrzostwa świata juniorów.

## Mistrzostwa
| Rok  | Edycja                                     | Miejsce             | Data                          |
| ---- | ------------------------------------------ | ------------------- | ----------------------------- |
| 2008 | 1. Młodzieżowe Mistrzostwa Świata w boksie | Guadalajara, Meksyk | 31 października - 1 listopada |
| 2010 | 2. Młodzieżowe Mistrzostwa Świata w boksie | Baku, Azerbejdżan   | 25 kwietnia - 3 maja          |
| 2021 | 3. Młodzieżowe Mistrzostwa Świata w boksie | Kielce, Polska      | 13 - 23 kwietnia              |